# Péché originel antigénique
Le péché originel antigénique (ou « effet Hoskins »), fait référence à la propension du système immunitaire du corps humain à utiliser préférentiellement la mémoire immunologique, basée sur une infection antérieure, et activée lors d'une nouvelle rencontre avec l'agent infectieux, ou lors d'une rencontre avec une version légèrement différente de cet antigène (entité étrangère, tels que virus ou bactéries).
Ce péché originel antigénique, cette empreinte, permet parfois une réponse efficace et rapide. Mais elle laisse parfois paradoxalement le système immunitaire « piégé » par la première réponse qu'il a faite à chaque antigène, en le rendant incapable de construire des réponses immunitaires potentiellement plus efficaces lors d'infections subséquentes par un antigène légèrement différent. Si les anticorps produits à la suite de l'empreinte ne correspondent pas tout à fait au virus provoquant une infection, ils n'auront pas l'effet attendu, et leur production supprime par ailleurs l'activation des cellules B naïves qui produiraient autrement des anticorps plus protecteurs. Ce phénomène semble expliquer la virulence du virus SARS-CoV-2 de la COVID-19.
En 2005 et 2008 respectivement, deux articles mettent en doute la réalité de ce phénomène dans le cas de la vaccination antigrippale,, mais en utilisant un vaccin à virus inactivé ; l'utilisation d'un virus vivant semble par contre induire un phénomène de Péché originel antigénique.

## Risque de confusion
Ce concept ne doit pas être confondu avec celui de « péché originel de l'anaphylaxie », développée par JP Revillard en 2003 dans « Histoire des sciences médicales » ).

## Histoire de la médecine
En 1960, Thomas Francis, Jr. découvre et décrit ce phénomène dans un article intitulé « On the Doctrine of Original Antigenic Sin »,, ainsi nommé par analogie avec la parabole théologique biblique du péché originel. D'autres auteurs avaient déjà soupçonné ce petit défaut de l'immunité, ou le confirmeront .
Il a ensuite été décrit en relation avec le virus de la grippe, la dengue, le virus de l'immunodéficience humaine (VIH) et plusieurs autres virus,. 
Ainsi à propos de la grippe, selon Thomas Francis, qui a initialement décrit l'idée, et cité par Richard Krause : « Les anticorps acquis dans l'enfance sont en grande partie une réponse à l'antigène dominant du virus provoquant la première infection grippale de type A de la vie. [...] L'empreinte établie par l'infection virale d'origine régit la réponse en anticorps par la suite. C'est ce que nous avons appelé la doctrine du péché originel antigénique ». Plus récemment d'autres articles ont fait état de préoccupations quant à cet angle mort du système immunitaire.
Pour la dengue, Jean-François Leorat en 2011 notait que parfois l'immunité cellulaire se déréglait lors d'infection : des Lymphocytes T auxiliaires Ly T CD4+ et Ly CD8+ sont rapidement activés en début d'infection ; ils le sont par les cellules dendritiques pour contrer précocement le virus, mais ils vont dans ce cas fausser la réponse immunitaire en montrant « une faible affinité pour le sérotype infectant, et une plus forte affinité pour un autre sérotype, imitant ce qu'on appelle le "péché originel antigénique" »,. On constate une expansion sélective de ces Lymphocytes T à mémoire qui supplantent les Lymphocytes naïfs. « Ils libèrent plus de cytokine proinflammatoire, meurent par apoptose » et la réponse immunitaire est globalement affaiblie, et la charge virale augmente,.

## Dans le monde animal aussi
Dans les années 1970, on constate que ce problème n'est pas propre à l'Homme, il est retrouvé chez l'animal de laboratoire (souris, le furet ou le lapin),,,.

## Dans les cellules B
Une cellule de lymphocyte B à mémoire (l'une des formes de lymphocyte B, d'affinité élevée, spécifique d'un virus A, est préférentiellement activée face à une nouvelle souche (virus A1) introduite dans le corps ; elle produit rapidement des anticorps, mais qui se lient inefficacement aux virus de la souche A1.

La présence de ces anticorps inhibe en outre l'activation d'une cellule B naïve qui pourrait produire des anticorps plus efficaces contre le virus A1.

Ceci entraîne une diminution de la réponse immunitaire contre le virus A1 et augmente la gravité potentielle de l'infection.
Lors d'une infection primaire, des cellules B à mémoire (à longue durée de vie) sont générées. 
Elles restent dans le corps et le protègent contre les infections ultérieures. Ces cellules B à mémoire répondent à des épitopes spécifiques à la surface des protéines du virus, afin de produire des anticorps spécifiques de l'antigène. En cas de nouvelle(s) infection(s) par le même pathogène, elles raccourcissent le temps nécessaire pour éliminer les infections ultérieures, car elles peuvent répondre à l'infection beaucoup plus rapidement que les cellules B. Mais elles ne peuvent répondre à de nouveaux antigènes proches du premier.
Entre les infections primaires et secondaires, ou après une vaccination, un virus (tout particulièrement les virus à ARN tel que le virus du Sida, de la grippe ou les coronavirus qui mutent très facilement et souvent), peut subir une dérive antigénique, lors de laquelle les protéines de surface virales (les épitopes) sont altérées (par mutation naturelle dues à de mauvaises copies de l'ARN ou dues à des recombinaisons génétiques entre virus plus ou moins proches).

Cette dérive antigénique permet au virus d'échapper au système immunitaire. Lorsque cela se produit, le virus modifié réactive préférentiellement les cellules B de mémoire à haute affinité précédemment activées et stimule la production d'anticorps. Cependant, les anticorps produits par ces cellules B se lient généralement de manière inefficace aux épitopes modifiés. De plus, ces anticorps inhibent l'activation de cellules B naïves (d'affinité plus élevée qui auraient pu sans cela produire des anticorps plus efficaces contre le deuxième virus). Cela conduit à une réponse immunitaire moins efficace, et à des maladies récurrentes, difficiles à contrôler.

## Le « péché originel antigénique » et les vaccins
Pour les virus concernés, l'effet du « péché originel antigénique » a des implications importantes pour le développement des vaccins. 

### Cas de ladengue
Quatre sérotypes du virus de la dengue existent. Quand un individu a établi une réponse immunitaire contre un sérotype du virus, il est peu probable que la vaccination contre un second sérotype soit efficace chez ce même individu. Le vaccin doit être tétravalent, c'est-à-dire que la première dose de vaccin doit induire des réponses immunitaires équilibrées contre les quatre sérotypes du virus. 
En 2015, une nouvelle classe d'anticorps neutralisants très puissants a été découverte, efficace contre les quatre sérotypes viraux, laissant espérer un vaccin universel contre la dengue.

### Cas duvirus grippal
Un nouveau variant de ce virus domine chaque hémisphère chaque année. La spécificité et la qualité de la réponse antigénique face à de nouvelles souches de grippe sont souvent diminuées chez les individus qui sont immunisés à plusieurs reprises (par vaccination ou infections récurrentes). 
Le « péché originel antigénique » est un « angle mort du système immunitaire » mais son impact global dans les stratégies vaccinales n'est cependant pas clairement établi ni généralisable. Il semble différer pour chaque vaccin, et pour chaque agent infectieux, mais aussi selon l'emplacement géographique et l'âge de la personne. Ainsi, le vaccin contre la grippe pandémique A H1N1 de 2009 a produit une moindre réponse en anticorps chez les personnes antérieurement vaccinées contre le virus saisonnier A / Brisbane / 59/2007 (H1N1) dans les trois mois précédents.

### Cas de laCovid-19
L'exposition préalable à d'autres coronavirus (du rhume ou d'une autre maladie respiratoire à coronavirus) modifie la réponse immunitaire d'un sujet exposé au SARS-CoV-2. Or la plupart des humains ont été infectés enfants par des coronavirus communs. Avant la pandémie de COVID-19, le sérum sanguin de nombreux patients contenaient des anticorps contre un coronavirus commun du rhume dit Coronavirus humain OC43, anticorps pouvant aussi se lier à la protéine de pointe du SARS-CoV-2 .
En utilisant des échantillons prélevés avant et après l'infection par le SRAS-CoV-2, des chercheurs (Hensley et ses collègues) ont trouvé (publication avril 2021) que la capture du virus SRAS-CoV-2 stimule la production d'anticorps ciblant l'OC43 ; Dans d'autres cas, le 'rappel' des réponses d'anticorps contre des épitopes de virus est bénéfique pour l'immunité, mais dans le cas présent, ces anticorps anti-OC43 se lient à la sous-unité S2 de la protéine de pointe du SARS-CoV-2 (car cette sous-unité possède une structure similaire à celle de l'OC43) ; ils ne se lient pas à la région S1 du pic SARS-CoV-2, et donc ils n'empêchent pas la fixation du virus à son récepteur cellulaire. La réponse immunitaire est biaisée en faveur d'un antigène conservé mais dont le ciblage est inadéquat pour bloquer la pénétration du virus dans la cellule. 
En Espagne, les premières réponses immunitaires des personnes hospitalisées pour COVID-19, étaient caractérisées par un taux accru d'anticorps ciblant OC43 et autre bêtacoronavirus (Coronavirus humain HKU1) partageant des épitopes avec le SRAS-CoV-2 , et une légère corrélation a été observée entre une moindre immunité face au SRAS-CoV-2 et le fait d'avoir un taux anticorps plus élevés contre ces épitopes conservés.

Un autre indice, encore à confirmer, présenté par Thompson et ses collègues, dans une prépublication du début de 2021  : la comparaison d'échantillons prélevés (en 2020) au Royaume-Uni d'une part sur des patients asymptomatiques et d'autre part hospitalisés pour une COVID-19 sévère (dont 50 % sont morts par la suite) montre que ceux qui sont morts avaient produit moins d'anticorps contre la protéine de pointe du SRAS-CoV-2 que ceux qui ont survécu, mais ils avaient, inutilement, produit la même quantité d'anticorps contre une autre protéine trouvée dans le virus – la protéine de la nucléocapside. Ceci pourrait être dû au souvenir immunitaire de la protéine de pointe d'un autre coronavirus, qui a pu empêcher une réponse immunitaire plus efficace chez ces patients décédés.
En novembre 2021, il est encore difficile de savoir si le péché originel antigénique est globalement bénéfique ou préjudiciable face au SRAS-CoV-2 et à ses divers variants. 

En effet, les taux d'anticorps ne traduisent pas à eux seuls la qualité de la réponse immunitaire. Et un taux élevé d'anticorps anti-OC43 chez un patient victime de COVID-19 peut aussi traduire une récente infection par le coronavirus OC43 (tout en pouvant éventuellement aider le système immunitaire à combattre tout ou partie des variants du virus SRAS-CoV-2). 
En août 2021, des échantillons prélevés sur des agents de santé a conclu que ceux montrant des taux élevés d'anticorps OC43 (laissant supposer une exposition récente à l'OC43) guérissaient plus vite de la COVID-19 par rapport à ceux ayant des taux plus bas, et d'autres travaux ont conclu dans ce sens. En 2021, l'immunologiste George Kassiotis qui suit ce sujet depuis 2020 estime que « la plupart des preuves indiquent une contribution globale positive, pas négative », et García-Sastre ajoute que si l'entrée du SRAS-CoV-2 dans la cellule n'est pas bloquée par les anticorps OC43, ces derniers peuvent néanmoins activer le système immunitaire pour tuer les cellules infectées.
Les vaccins utilisés contre la COVID-19 sont d'un type nouveau (à ARNm) ; fin 2021, on ignore encore s'ils éviteront les biais en faveur des épitopes conservés. En outre, face à un variant problématique, il semble techniquement assez facile de produire des vaccins COVID-19 « mis à jour » en y supprimant les épitopes partagés (« Vous pouvez facilement simplement couper le domaine S2 … ou fabriquer un vaccin ciblant uniquement le domaine de liaison au récepteur de la souche circulante la plus récente » ajoute Hensley (microbiologiste à l'Université de Pennsylvanie à Philadelphie), interrogé par le Journal Nature).

## Avec les lymphocytes T cytotoxiques
Un phénomène similaire de « péché originel antigénique » a été décrit dans les lymphocytes T cytotoxiques (LTC).
Lors d'une deuxième infection par une souche différente de virus de la dengue, les LTC « préfèrent » libérer des cytokines plutôt que provoquer la lyse cellulaire. Une production excessive de cytokines (tempête de cytokine) augmente la perméabilité vasculaire et aggrave les dommages aux cellules endothéliales.
Plusieurs groupes et laboratoires ont tenté de concevoir des vaccins contre le VIH et l'hépatite C sur la base de l'induction de la réponse des lymphocytes T cytotoxiques (LTC).
Une réponse LTC « biaisée » par le « péché originel antigénique » explique en partie l'efficacité limitée de ces vaccins (d'autres explications, complémentaires, peuvent être liées aux qualités intrinsèques du candidat vaccin ou à la facilitation de l'infection par des anticorps lors de la maladie[réf. nécessaire]).
Les virus comme le VIH sont extrêmement variables (ils subissent fréquemment des mutations) ; en raison du « péché originel antigénique », l'infection par le VIH induite par des virus qui expriment des épitopes légèrement différents (que ceux d'un vaccin viral) ne serait pas contrôlée par le vaccin. En fait, avec ce type de virus, le vaccin peut parfois aggraver l'infection en « piégeant » la réponse immunitaire dans la première réponse qu'il a faite, inefficace contre un nouveau variant du même virus[source insuffisante].

## Rôle dans l'évolution
Les pathogènes ont généralement longuement co-évolué avec leurs cibles. Une expérience ayant séquentiellement infecté des souris de laboratoire par deux souches de virus grippal vivants a abouti à des réponses Ab presque exclusives à la première souche virale, laissant penser que le péché antigénique originel pourrait jouer un rôle dans les stratégies utilisée par les virus grippaux variants pour subvertir le système immunitaire de leur hôte.